# Kylie Luo
Kylie Luo (* 3. November 1989) ist eine neuseeländische Badmintonspielerin.

## Karriere
Kylie Luo gewann bei den neuseeländischen Badmintonmeisterschaften 2011 sowohl den Titel im Dameneinzel als auch den Titel im Damendoppel. Im Einzel siegte sie dabei gegen Lilian Shih, und im Doppel mit Stephanie Cheng gegen Danielle Barry und Mary O’Connor. 2012 verteidigte sie den Titel im Damendoppel, wobei sie erneut mit Stephanie Cheng am Start war.